# 哈五急行列車
哈五急行列車（はご-きゅうこうれっしゃ）とは中華人民共和国黒竜江省ハルビン市の急行列車をさす。

## 概説
哈五急行列車では、長春軌道客車製の中国国鉄25B型客車が使用されている，車掌もハルビン鉄路局擔當。

## 列車詳細
- 運用区間：香坊 - 五常
- 運行距離：108km
- 運行日：每日運行
- 列車番号：K7211-7218次